# صمیمیت (آلبوم یرز اند یرز)
«صمیمیت» (به انگلیسی: Communion) آلبومی از یرز اند یرز است که در سال ۲۰۱۵ میلادی منتشر شد. معروف‌ترین ترانه این آلبوم پادشاه است.
این آلبوم در چارت‌های اسکاتلند، ایرلند در رتبه اول و در چارت‌های ، استرالیا، هلند، دانمارک، لهستان، سوئد، فلاندرز، سوئیس، جزو ده آلبوم اول قرار گرفت.